# مارینو نیکولیچ
مارینو نیکولیچ (انگلیسی: Marino Nicolich؛ زادهٔ ۳۰ ژوئیهٔ ۱۹۱۰) بازیکن فوتبال اهل ایتالیا است.
از باشگاه‌هایی که در آن بازی کرده‌است می‌توان به باشگاه فوتبال اسپتزیا، باشگاه فوتبال تریستیانا، باشگاه فوتبال آ.اس. رم، و باشگاه فوتبال ونتزیا اشاره کرد.